# Giancarlo Crosta
Giancarlo Crosta (Pianello del Lario, 1934. augusztus 7. – Pianello del Lario, 2024. szeptember 23.) olimpiai ezüstérmes, Európa-bajnok olasz evezős.

## Pályafutása
A Canottieri Falck csapatában versenyzett. 
Az 1960-as római olimpián ezüstérmet szerzett kormányos nélküli négyesben Tullio Baragliával, Renato Bosattával és Giuseppe Galantéval. 1961-ben a prágai Európa-bajnokságon társaival aranyérmet szerzett ugyanebben a versenyszámban.

## Sikerei, díjai
- Olimpiai játékok
  - ezüstérmes: 1960, Róma (kormányos nélküli négyes)
- Európa-bajnokság
  - aranyérmes: 1961 (kormányos nélküli négyes)